# 알료나 자바르지나
알료나 이고레브나 자바르지나(러시아어: Алёна Игоревна Заварзина, 1989년 5월 27일~)는 러시아의 여자 스노보드 선수이다. 2014년 2월 19일 소치 동계올림픽
여자 스노보드 평행대회전(Parallel Giant Slalom)에서 동메달을 획득했다. 미국에서 러시아로 귀화한 남편 빅 와일드는 같은날 펼쳐진 남자 평행대회전 결승에서 스위스의 네빈 갈마리니를 제치고 금메달을 획득했다.

## 성적

### 올림픽
| 년도 | 대회일   | 장소          | 종목            | 결과 | 메달 |
| ---- | -------- | ------------- | --------------- | ---- | ---- |
| 2010 | 2월 26일 | 캐나다 밴쿠버 | 여자 평행대회전 | 17위 | -    |
| 2014 | 2월 19일 | 러시아 소치   | 여자 평행대회전 | 3위  |      |

## 같이 보기
- 빅 와일드